# هوغو هيرجيل
هوغو إميل هيرجيل (29 مايو 1859 في برومبرغ - 6 يونيو 1938 في برلين ) عالم الأرصاد الجوية.

## أعمال
- شارك في تأسيس " Beiträge zur Physik der freien Atmosphäre " (1904 ؛ مع ريتشارد أسمان )
- Ergebnisse aerologischer Beobachtungen an internationalen Tagen ، 1900-1913، 1925-1928

## جوائز
- 1913 يشتري ميدالية الاقتراع للأكاديمية الملكية الهولندية للفنون والعلوم
- 1928 ميدالية سيمونز الذهبية للجمعية الملكية للأرصاد الجوية .[1]